# Aaron Markowicz z Wilna
Aaron Markowicz z Wilna – agent i kupiec żydowski na dworze króla Władysława IV Wazy w XVII wieku.
Jedyny zachowany dokument, w którym wymienione jest nazwisko Markowicza to pismo z 11 stycznia 1638. Stanowi ono oficjalną korespondencję pomiędzy polskim dworem królewskim i rosyjskim carskim za panowania Michała I Romanowa. W piśmie tym Władysław IV Waza wystąpił z prośbą o pozwolenie, aby kupiec królewski Aaron Markowicz mógł oficjalnie przybyć do Moskwy i dokonać zakupu naczyń na dwór królewski korzystając z przywileju zwolnienia z opłat celnych. W pismie zawarto propozycje, że kupiec jadąc do Moskwy mógłby zabrać ze sobą "cenne" towary, które sprzedałby na tamtejszym dworze. Ponieważ Władysław IV Waza słynął z nieprzychylnego nastawienia do Żydów, list ten jest dowodem wysokiej i wpływowej pozycji Aarona Markowicza na dworze królewskim. Odpowiedź dworu carskiego była wymijająca, stwierdzono, że „Żydzi nigdy nie przyjeżdżali do Moskwy, a więc chrześcijanie nie mogli się z nimi komunikować”.